# Augustin Banyaga
Augustin Banyaga (Kigali, 31 de marzo de 1947) es un matemático ruandés-estadounidense cuyos campos de investigación incluyen la topología simpléctica y la geometría de contacto. Actualmente es profesor de Matemáticas en la Universidad Estatal de Pensilvania.

## Biografía
Obtuvo su doctorado en 1976 en la Universidad de Ginebra bajo la supervisión de André Haefliger. Fue el primer ruandés en obtener un doctorado en matemáticas. Fue miembro del Instituto de Estudios Avanzados de Princeton, Nueva Jersey, (1977-1978), Profesor asistente Benjamin Peirce en la Universidad de Harvard (1978-1982) y profesor asistente en la Universidad de Boston (1982-1984), antes de incorporarse al cuerpo docente de la Universidad Estatal de Pensilvania en 1984 como profesor asociado. Fue ascendido a profesor titular en 1992.
En 2009 fue elegido miembro de la Academia Africana de Ciencias y en 2015 fue nombrado académico senior distinguido por la Universidad Estatal de Pensilvania.
Ha realizado importantes contribuciones en topología simpléctica, especialmente en la estructura de grupos de difeomorfismos que conservan una forma simpléctica ( simplectomorfismos). Uno de sus resultados más conocidos establece que el grupo de difeomorfismos hamiltonianos de una variedad simpléctica, compacta y conexa es un grupo simple; en particular, no admite ningún homomorfismo no trivial con la línea real.
Es editor de Afrika Matematica, la revista de la Unión Matemática Africana, y editor del African Journal of Mathematics. Ha dirigido las tesis doctoral de 9 estudiantes.

### Artículos
- Augustin Banyaga, Sur la Structure du groupe des diféomorphismes qui préservent une forme symplectique, Commentarii Mathematici Helvetici 53 (1978), no. 2, 174 – 227. MR 0490874
- Augustin Banyaga, On fixed points of symplectic maps, Inventiones Mathematicae 56 (1980), no. 3, 215–229.
- Augustin Banyaga, On Isomorphic Classical Diffeomorphism Groups. I., Proceedings of the American Mathematical Society 98 (1986), no. 1, 113–118. JSTOR 2045779

- Augustin Banyaga, On Isomorphic Classical Diffeomorphism Groups. II., Journal of Differential Geometry 28 (1988), no. 1, 23–35.
- Augustin Banyaga, A note on Weinstein's conjecture, Proceedings of the American Mathematical Society 123 (1990), no. 12, 3901–3906. JSTOR 2048230

### Libros
- Augustin Banyaga (1997). The Structure of Classical Diffeomorphism Groups. Kluwer Academic Publishers. ISBN 0-7923-4475-8.
- Augustin Banyaga; David Hurtubise (2004). Lectures on Morse Homology. Kluwer Academic Publishers. ISBN 1-4020-2695-1.